# Stephanie Lemelin
Stephanie Lemelin es una actriz y guionista estadounidense. Es conocida por prestar su voz a Artemis Crock en Young Justice, a Eep en El amanecer de los Croods y a Audrey en Harvey Girls Forever!.

## Primeros años
El padre de Lemelin es el exportero de la NHL Réjean Lemelin. Se graduó en 2001 en la Universidad de Pensilvania.

## Carrera
En 2007, se unió a In-Motion Pictures como guionista y productora de películas independientes. Coescribió los guiones de Absolute Fear (anteriormente conocida como Project Fear) y Special Ops (titulada originalmente Disarmed).
En 2008, Lemelin comenzó a trabajar como actriz de voz, interpretando a un personaje de la franquicia Kung Fu Panda y participando también en varios comerciales. En 2010, empezó a prestar su voz a Artemis Crock en Young Justice. En noviembre de 2016, se inició la producción de la tercera temporada de Young Justice, titulada Young Justice: Outsiders, con Lemelin como miembro clave del reparto.
Lemelin también ha interpretado personajes recurrentes en otras series animadas, como Fanboy & Chum Chum (en el papel de la enfermera Lady Pam) y en la película producida por Skechers, Twinkle Toes (donde da voz a Sporty Shorty).
Desde 2011, además de trabajar en diversos estudios y participar en películas independientes como Playdate, WER, Get the Gringo, Absolute Fear y The Republic of Two, Lemelin fue seleccionada para doce pilotos de televisión consecutivos (varios de los cuales se convirtieron en series). Entre ellos se incluyen Men at Work (TNT), $h*! My Dad Says (CBS), The Whole Truth (ABC), Bunker Hill (TNT), Canned (ABC), Good Behavior (ABC), Cavemen (ABC), The Funkhousers (ABC), así como Worst Week of My Life, Dirtbags y Titletown (FOX). Además, tuvo un papel principal en la película para televisión original del canal SciFi, Anonymous Rex, basada en los libros de Eric Garcia. Lemelin también ha aparecido como estrella invitada en numerosas series de televisión, tanto en roles cómicos como dramáticos, incluyendo Bones (FOX), El mentalista (CBS), Brothers and Sisters (ABC), The League (FX), The Closer (TNT), Melissa & Joey (ABC Family), CSI: Las Vegas (CBS), Malcolm in the Middle (Fox), Rules of Engagement (CBS), Run of the House (WB), Out of Practice (CBS) y The Mullets (UPN). Su debut en la televisión en cadena fue en la serie de FOX Undeclared, en la que fue seleccionada un mes después de mudarse a Los Ángeles.

## Voluntariado
En 2010, Lemelin se unió a la junta directiva de la organización sin fines de lucro Angel City Pit Bulls. Desde 2002, colabora regularmente como voluntaria con Free Arts for Abused Children, con sede en Los Ángeles, y también participa activamente como voluntaria en Best Friends Animal Society, incluso en su programa Pup My Ride, que transporta perros pequeños desde refugios con altas tasas de sacrificio hacia otras regiones de Estados Unidos donde la demanda por perros pequeños es mayor. Lemelin tuvo un pitbull llamado Brucely, que inspiró al perro del mismo nombre de Artemis en Young Justice.

## Filmografía

### Películas
| Año  | Título                                            | Papel               | Notas               |
| ---- | ------------------------------------------------- | ------------------- | ------------------- |
| 2005 | Virgen a los 40                                   | Mujer #2            | Sin acreditar       |
| 2006 | Raising Flagg                                     | Jenny Purdy         |                     |
| 2008 | Kung Fu Panda: los secretos de los cinco furiosos | Mei Ling (voz)      | Cortometraje        |
| 2009 | Operación Clímax de medianoche                    | June                | Cortometraje        |
| 2011 | Twinkle Toes                                      | Sporty Shorty (voz) | [ 9 ]               |
| 2012 | Get the Gringo                                    | Secretaria          |                     |
| 2013 | Inhumano: la leyenda renace                       | Claire Porter       |                     |
| 2016 | El niño                                           | Sandy (voz)         | [ 9 ]               |
| 2018 | El príncipe encantador                            | Voces adicionales   | Película de Netflix |

### Televisión
| Año           | Título                         | Papel                                                                                    | Notas                                                    |
| ------------- | ------------------------------ | ---------------------------------------------------------------------------------------- | -------------------------------------------------------- |
| 2002          | Undeclared                     | Tara                                                                                     | Episodio: "The Day After"                                |
| 2003          | The Mullets                    | Stephanie                                                                                | Episodio: "Love Freakin' Story"                          |
| 2003          | Run of the House               | Michelle                                                                                 | Episodio: "Chris's College Friend"                       |
| 2004          | Malcolm in the Middle          | Christie                                                                                 | Episodio: "Malcolm Visits College"                       |
| 2004          | Anonymous Rex                  | Gabrielle Watson                                                                         | Película de televisión                                   |
| 2006          | CSI: Crime Scene Investigation | Ally Sullivan                                                                            | Episodio: "Killer"                                       |
| 2006          | Out of Practice                | Danielle                                                                                 | Episodio: "The Lady Doth Protest Too Much"               |
| 2007–08       | Cavemen                        | Thorne                                                                                   | 13 episodios                                             |
| 2008          | Rules of Engagement            | Kerry                                                                                    | Episodio: "Buyer's Remorse"                              |
| 2010          | 90210                          | Amy                                                                                      | Episodio: "What's Past Is Prologue"                      |
| 2010          | Ghost Whisperer                | Gale Anderson                                                                            | Episodio: "Dead Ringer"                                  |
| 2010          | $h*! My Dad Says               | Sam                                                                                      | Episodio: "Pilot"                                        |
| 2010          | Shake It Up                    | Karen Thomas                                                                             | Episodio: "Age It Up"                                    |
| 2010–11       | The Whole Truth                | Rhonda                                                                                   | 13 episodios                                             |
| 2010–22       | Young Justice                  | Artemis Crock, Catherine Cobert, Olga Ilyich / Red Rocket, Justice League Computer (voz) | 63 episodios                                             |
| 2011          | Brothers & Sisters             | Berklee Makowska                                                                         | Episodio: "Olivia's Choice"                              |
| 2011          | Melissa & Joey                 | Isabel Ryan                                                                              | Episodio: "Joe Versus the Reunion"                       |
| 2011          | The League                     | Waitress                                                                                 | Episodio: "The Au Pair"                                  |
| 2011          | The Closer                     | Claudia Shipley                                                                          | Episodio: "Relative Matters"                             |
| 2011–12       | Fanboy & Chum Chum             | Enfermera Pam (voz)                                                                      | 2 episodios                                              |
| 2012          | El mentalista                  | Vicki Lang                                                                               | Episodio: "Son Long, and Thanks for All the Red Snapper" |
| 2012          | Bones                          | Alexa Eaton                                                                              | Episodio: "The But in the Joke"                          |
| 2012–13       | Men at Work                    | Rachel                                                                                   | 3 episodios                                              |
| 2013          | Satisfaction                   | Claire                                                                                   | Episodio: "The Internship, Relationship, Friendship"     |
| 2014          | Being Human                    | Wendy                                                                                    | 2 eepisodios                                             |
| 2014          | NCIS                           | Melody Hanson                                                                            | Episodio: "Page Not Found"                               |
| 2014          | The Young and the Restless     | Jenna Rayburn                                                                            | 4 episodios                                              |
| 2015–17       | El amanecer de los Croods      | Eep (voz)                                                                                | 51 episodios                                             |
| 2016          | Girl Meets World               | Anastasia Boulangerie                                                                    | Episodio: "Girl Meets Hollyworld"                        |
| 2018          | Code Black                     | Keri Berlinger                                                                           | Episodio: "As Night Comes and I'm Breathing"             |
| 2018–20       | Harvey Girls Forever!          | Audrey, voces adicionales                                                                | 52 episodios                                             |
| 2019          | iZombie                        | Melissa Schultz                                                                          | Episodio: "Dot Zom"                                      |
| 2019          | Cousins for Life               | Charlotte                                                                                | 3 episodios                                              |
| 2019          | Jorge el curioso               | Kieren (voz)                                                                             | Episodio: "Orange Crush/Monkey Market"                   |
| 2019          | 9-1-1                          | Stella                                                                                   | Episodio: "Monsters"                                     |
| 2019–21       | Lego City Adventures           | Rooky Partnur (voz)                                                                      | 11 episodios                                             |
| 2020          | Chicago Med                    | Elaine Beck                                                                              | Episodio: "I Will Do No Harm"                            |
| 2020          | The Rocketeer                  | Xena Treme, Svetlana, Purse Lady (voces)                                                 | 3 episodios                                              |
| 2020          | DC Super Hero Girls            | Shiera Sanders (voz)                                                                     | Episodio: "#BirdAndTheBee"                               |
| 2022          | NCIS: Los Ángeles              | Mary Smith                                                                               | Episodio: "MWD"                                          |
| 2022–presente | Spidey and His Amazing Friends | Electro (voces)                                                                          | Recurrente                                               |
| 2023–presente | Transformers: EarthSpark       | Hashtag (voz)                                                                            | 10 episodios                                             |

### Videojuegos
| Año  | Título                                    | Papel                                      | Notas          |
| ---- | ----------------------------------------- | ------------------------------------------ | -------------- |
| 2012 | Call of Duty: Black Ops II                | Abigail "Misty" Briarton                   | [ 9 ]          |
| 2012 | Hitman: Absolution                        | Monja #4                                   |                |
| 2013 | Aliens: Colonial Marines                  | Lisbeth Hutchins                           |                |
| 2013 | The Croods: Prehistoric Party!            | Eep                                        | [ 9 ]          |
| 2013 | The Wonderful 101                         | Immorta                                    | [ 9 ]          |
| 2013 | Grand Theft Auto V                        | Población local                            |                |
| 2013 | Young Justice: Legacy                     | Artemis Crock                              | [ 9 ]          |
| 2014 | Lightning Returns: Final Fantasy XIII     | Voces adicionales                          |                |
| 2014 | Sunset Overdrive                          | Jugadora femenina                          |                |
| 2015 | Metal Gear Solid V: The Phantom Pain      | Soldados                                   | [ 9 ]          |
| 2015 | Skylanders: SuperChargers                 | Stormblade                                 |                |
| 2015 | Fallout 4                                 | The Mechanist                              | DLC Automatron |
| 2016 | Fire Emblem Fates                         | Corrin (Femenina)                          | [ 9 ]          |
| 2016 | Lego Star Wars: El Despertar de la Fuerza | Piloto de la Primer Orden                  |                |
| 2018 | Metal Gear Survive                        | Jugador                                    |                |
| 2018 | Spider-Man                                | Screwball                                  | [ 9 ]          |
| 2018 | Call of Duty: Black Ops 4                 | Specialist Zero / Abigail "Misty" Briarton |                |
| 2018 | Red Dead Redemption II                    | Voces adicionales                          |                |
| 2018 | Fallout 76                                | Robobrain                                  | [ 9 ]          |
| 2019 | Days Gone                                 | Voces adicionales                          |                |
| 2022 | Saints Row                                | Personajes Idols                           |                |